# 陽江文昌宮
阳江市文昌宫，位于中国广东省阳江市阳江市南恩路，为阳江市的一个市、县级文物保护单位，类型为近现代重要史迹及代表性建筑，公布时间为1986年4月。